# هيلين بريون
هيلين بريون (27 يناير 1882-31 أغسطس 1962)، معلمة فرنسية، ونسوية، واشتراكية، وشيوعية. كانت إحدى قادة نقابة المعلمين الفرنسية. ألقي القبض عليها خلال الحرب العالمية الأولى (1914-1918) لنشرها دعاية سلمية، وحُكم عليها مع وقف التنفيذ، وفُصلت من وظيفتها في التدريس. زارت روسيا بعد الثورة الروسية بفترة وجيزة، وكتبت كتابًا عن تجاربها. كرست معظم جهودها في السنوات اللاحقة لإعداد موسوعة نسوية لم تكتمل أو لم تُنشر أبدًا.

## زعيمة نقابية ومناصرة سلمية
انضمت هيلين بريون بعد مؤتمر شامبيري عام 1912، إلى الكونفدرالية العامة للشغل. أصبحت الأمينة المساعدة لاتحاد المعلمين في يناير 1914. ومع اندلاع الحرب العالمية الأولى في يوليو 1914، قُلّص عدد الموظفين في النقابة إلى اثنين، بريون كأمينة عامة، وفرناند لوريوت أمينًا للصندوق. عُيّن لوريوت أمين صندوق لاتحاد نقابات المعلمين في عام 1915، كما عينته بريون في اللجنة المركزية. كرس الكثير من جهوده لمحاربة النقابات القومية التي دعمت الحرب، إلى جانب كل من ألفونس ميرهايم وألبرت بورديرون وريموند بيريكات.
قبلت بريون في بداية الحرب، بهدنة الاتحاد المقدس، الذي يقضي بعدم معارضة النقابات للحرب. فتحت مطعمًا للفقراء في بانتين. حُشد العديد من المعلمين ودعم آخرون المجهود الحربي، إلا أن حركة سلمية قوية نشأت بينهم فيما بعد. دعت ماري مايو إلى اجتماع سلمي في مكتب النقابة في يونيو 1915، وقُدم قرار سلمي في المؤتمر الوطني للكونفدرالية العامة للشغل في 15 أغسطس 1915، بمبادرة من ألبرت بورديرون وألفونس ميرهايم، ووقع عليه العديد من المناضلين في اتحاد نقابات المعلمين، مثل لويس بويت وفرناند لوريو وماري جيلو وماري مايو ومارثي بيجوت وهيلين بريون. جاء في هذا القرار أن «هذه الحرب ليست حربنا»، وألقى القرار المسؤولية على زعماء الدول المتحاربة، وندد بالاتحاد المقدس ودعا إلى استعادة الحرية.
عُقد مؤتمر دولي كبير لدعاة السلام في عام 1915 في زيمروالد في سويسرا، ومؤتمر آخر في كينثال في سويسرا. ومُنع الناشطون الفرنسيون من الحضور، لكنهم ظلوا على تواصل عبر الرسائل. وزعوا المطبوعات المحظورة وحضروا الاجتماعات في شقق خاصة أحيانًا لتجنب المخبرين. تلقى وزير الداخلية لويس مالفي، تقارير الجواسيس وحصل على جميع الرسائل الموجهة إلى بريون. أسست كل من لويز بودين وكوليت رينو مجلة صوت المرأة في عام 1917، وساهمت فيها النسويات المهمات مثل نيللي روسيل وهيلين بريون. صدر العدد الأول من صوت المرأة في 31 أغسطس 1917. ساهم الرجال في هذه المجلة- مثل بوريس سوفارين وجورج بايوش- بالقدر الذي ساهمت فيه النساء مثل كوليت رينو.
وصفها تقرير للشرطة عام 1917 على أنها «الناشطة هيلين بريون، معلمة في المدارس الحكومية في بانتين، والأمينة العامة للاتحاد الوطني لمعلمي المدارس العامة، وعضوة لجنة استئناف العلاقات الدولية، وعضوة لجنة الدفاع النقابي». كان الصحفي الروسي ليون تروتسكي من بين مراسليها، وذكر أن اجتماعًا للنقابيين والأناركيين، قد حضرته حوالي 40 امرأةً، ونصفهن تقريبًا من المستعمرة الروسية البولندية. حضرت قلة من النساء الاشتراكيات أتباع لويز سومونو ومعلمات هيلين بريون، وكانت بقية النساء من الاشتراكيات المتشددات أو النقابيات الفرنسيات.